# Zonophora regalis
Zonophora regalis är en trollsländeart som beskrevs av Belle 1976. Zonophora regalis ingår i släktet Zonophora och familjen flodtrollsländor. IUCN kategoriserar arten globalt som otillräckligt studerad. Inga underarter finns listade i Catalogue of Life.